# Kanibalové (divadelní hra)
Divadelní hra Kanibalové Georga Taboriho formou groteskní „černé mše“ (jak autor své divadelní hry nazývá) zpracovává tematiku holokaustu. Skupina herců inscenuje příběh z koncentračního tábora v Osvětimi. Vězni stojí před otázkou, zda sníst mrtvého spoluvězně a zachránit si tak život. Hra klade nepříjemné otázky jak přeživším obětem, tak viníkům – „Otče, cos dělal za války?“ Autora v chápání divadla silně ovlivnil Bertolt Brecht.

## Uvedení
- Světová premiéra 17. 10. 1968 – The American Place Theatre, New York; režie: Martin Fried
- Evropská premiéra 13. 12. 1969 – Schillertheater (scéna Schiller-Theater Werkstatt), Berlín; režie: George Tabori, Martin Fried
- Česká premiéra 5. 4. 2003 – Pražské komorní divadlo (Divadlo Komedie); režie: Jan Nebeský